# Sliwowitz

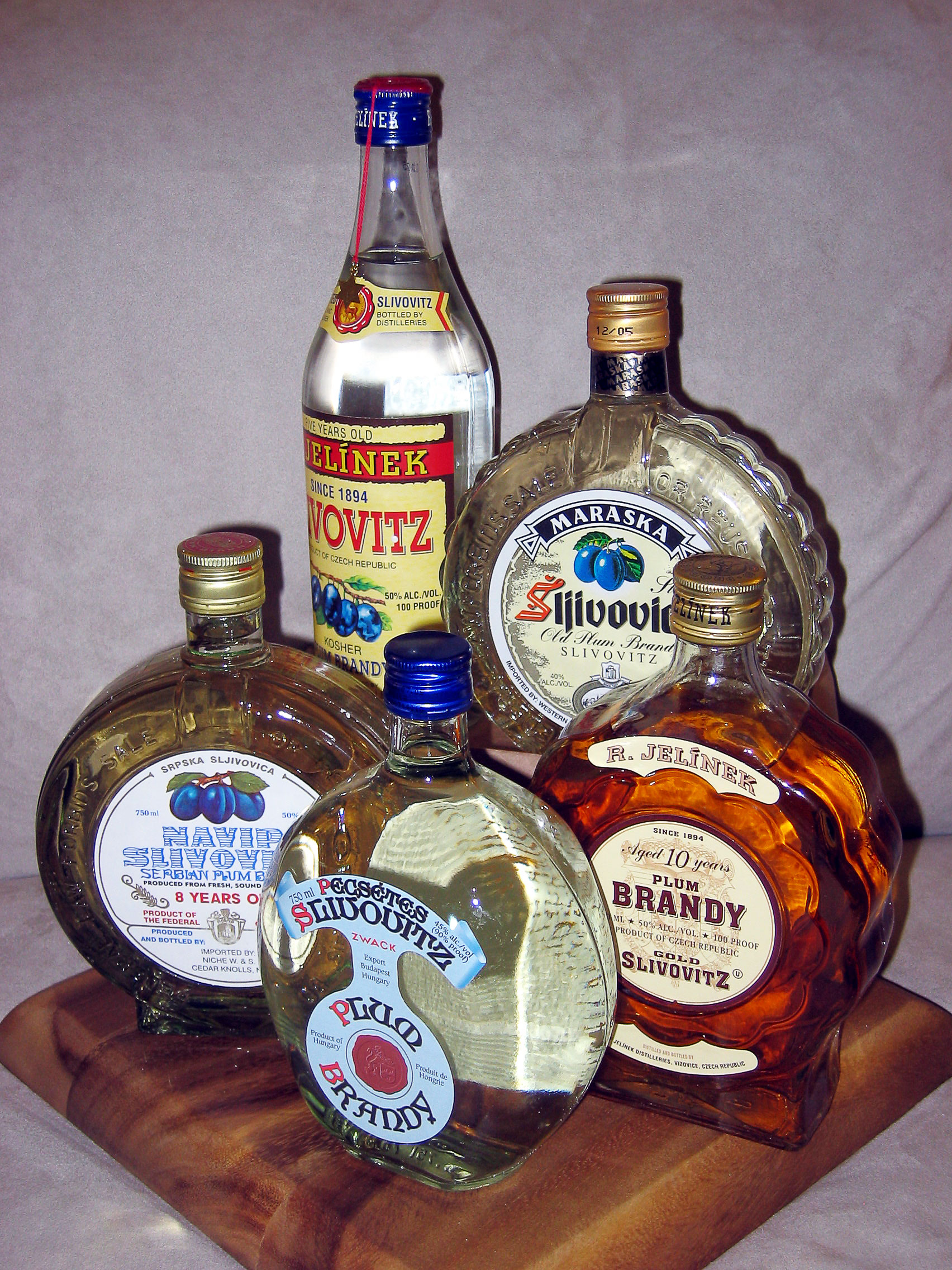
Verschiedene Arten von Sliwowitz

Sliwowitz (von sliva für „Zwetschge“ abgeleitet) ist die slawische Bezeichnung für Zwetschgenwasser. Andere gebräuchliche Schreibweisen sind: Slivovic, Slibowitz, tschechisch slivovice, slowakisch slivovica, slowenisch slivovka, bosnisch, serbisch, kroatisch šljivovica, polnisch śliwowica, ungarisch sligovica, bulgarisch сливовица (slivoviza). In Österreich gibt es umgangssprachlich etliche lautlich angepasste Bezeichnungen, üblich ist etwa Schligowitz.
Das Getränk wird hauptsächlich in Tschechien, der Slowakei, Rumänien, Polen, Slowenien, Kroatien, Serbien, Bosnien-Herzegowina, Nordmazedonien und Bulgarien, aber auch im östlichen und südlichen Österreich hergestellt und konsumiert.

## Beschreibung
Im Handel beträgt der Alkoholgehalt mindestens 37,5 Volumenprozent. Die wichtigste Kategorisierung ist die Farbe: Klarer ("weißer") Sliwowitz wurde in Flaschen gelagert, "goldener" wurde in Holzfässern gelagert. Wie bei Whisky, Cognac und anderen Bränden, hat die Holzart einen gewissen Einfluss auf Farbe und Geschmack der gereiften Spirituose. Meistens werden Eichenfässer verwendet. Manche Hersteller bevorzugen Robinienfässer, da diese dem Schnaps eine ganz spezielle gelbe Farbe verleihen. In Serbien wird der Sliwowitz bevorzugt in Fässern aus dem Holz des Maulbeerbaums gelagert.
Im mährischen Teil Tschechiens gilt das dort als Slivovice bezeichnete Getränk ebenso wie in der Slowakei (Slivovica) als Nationalgetränk. Durch diese Beliebtheit des Getränkes findet man vor allem in ländlichen Gebieten viele Schwarzbrenner, aber auch eine ganze Reihe lizenzierter Kleinbrennereien in der gesamten Tschechischen Republik.
Im Südosten Polens, besonders um die Ortschaft Wiesendorf bei Neu-Sandez, ist die śliwowica sehr beliebt. Diese örtliche Variante wird mit bis zu 70 % Alkoholgehalt verkauft.
Auch in der Steiermark wird Sliwowitz erzeugt.

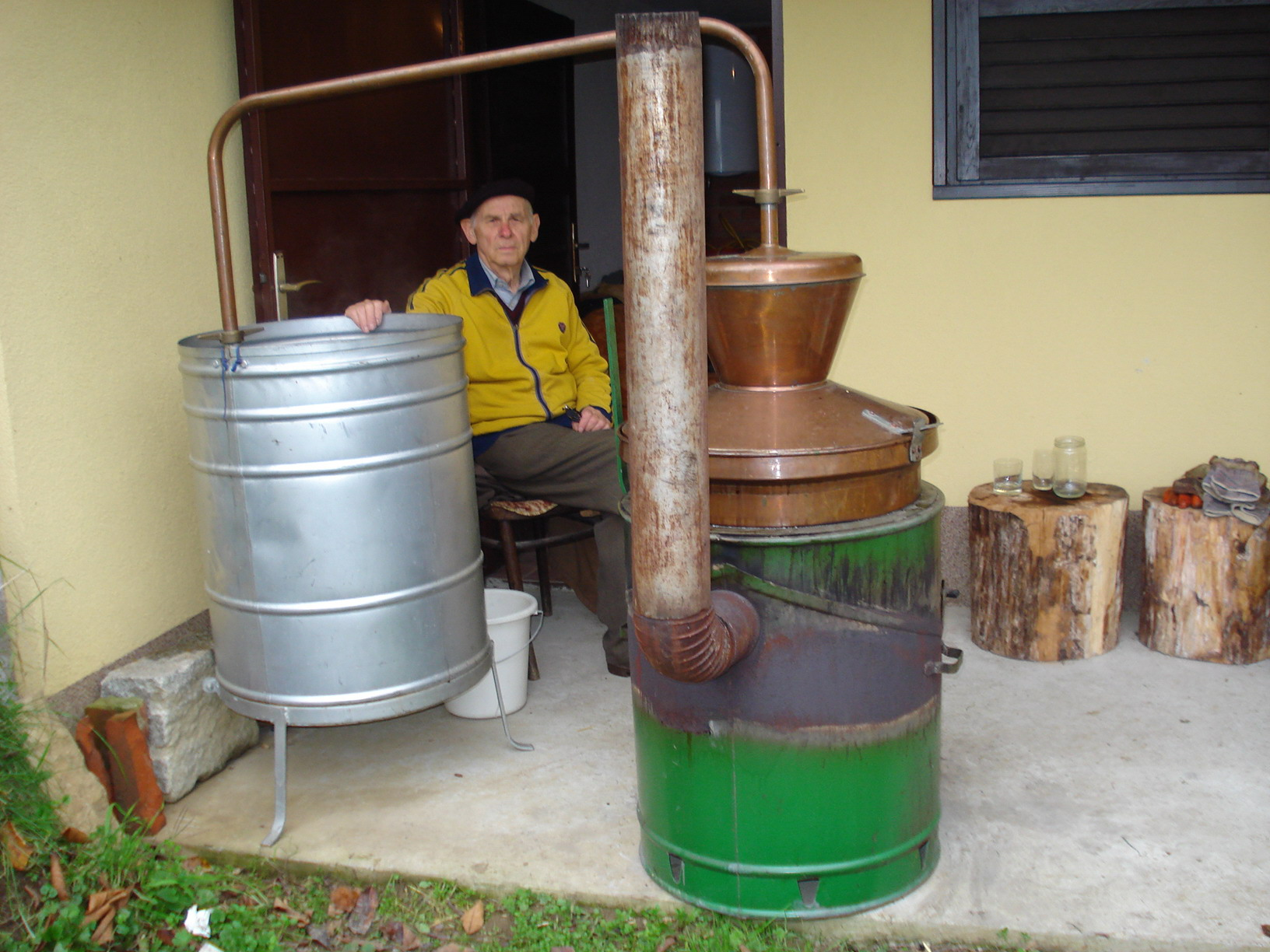
Brennen von Sliwowitz in Međimurje, Nordkroatien

## Ähnliche Getränke
- Zwetschgenwasser
- Klekovača, ein mit Wacholderbeeren aromatisierter Sliwowitz
- Auf dem Balkan ist auch der „Šumadijski čaj“ bekannt, der ähnlich wie Glühwein im Winter zur empfundenen Aufwärmung des Körpers dienen soll. Hierbei wird Zucker in einer Pfanne gebräunt, mit Honig unterrührt, danach mit Sliwovitz übergossen und dann heiß getrunken.